# Хуан Антонио Бардем
Хуан Антонио Бардем Муньос (на испански: Juan Antonio Bardem Muñoz) е испански режисьор и сценарист.
Роден е на 2 юни 1922 година в Мадрид в семейството на актьорите Рафаел Бардем и Матилде Муньос Сампедро. Започва да режисира в началото на 50-те години и е известен с филми като „Смъртта на велосипедиста“ („Muerte de un ciclista“, 1955), „Calle Mayor“ (1956), „Отмъщение“ („La venganza“, 1958), номиниран за „Оскар“ за чуждоезичен филм, „Los inocentes“ (1963). Активен деец е на Комунистическата партия на Испания. Негов син е актьорът Мигел Бардем, а Хавиер Бардем, също актьор, е син на сестра му.
Хуан Антонио Бардем умира от инфаркт на 30 октомври 2002 година в Мадрид.

## Избрана филмография
- „Смъртта на велосипедиста“ („Muerte de un ciclista“, 1955)
- „Calle Mayor“ (1956)
- „Отмъщение“ („La venganza“, 1958)
- „Los inocentes“ (1963)
- „Тайнственият остров“ („La isla misteriosa“, 1973)
- „Предупреждението“ (1982)